# Alaa El Hamouly
Alaadin Hassanin El Hamouly (arabe : علاء دين حسنين الحامولي) (né le 4 juillet 1930 au Caire en Égypte) est un joueur de football international égyptien, qui évoluait au poste d'attaquant.

## Biographie

### Carrière en sélection

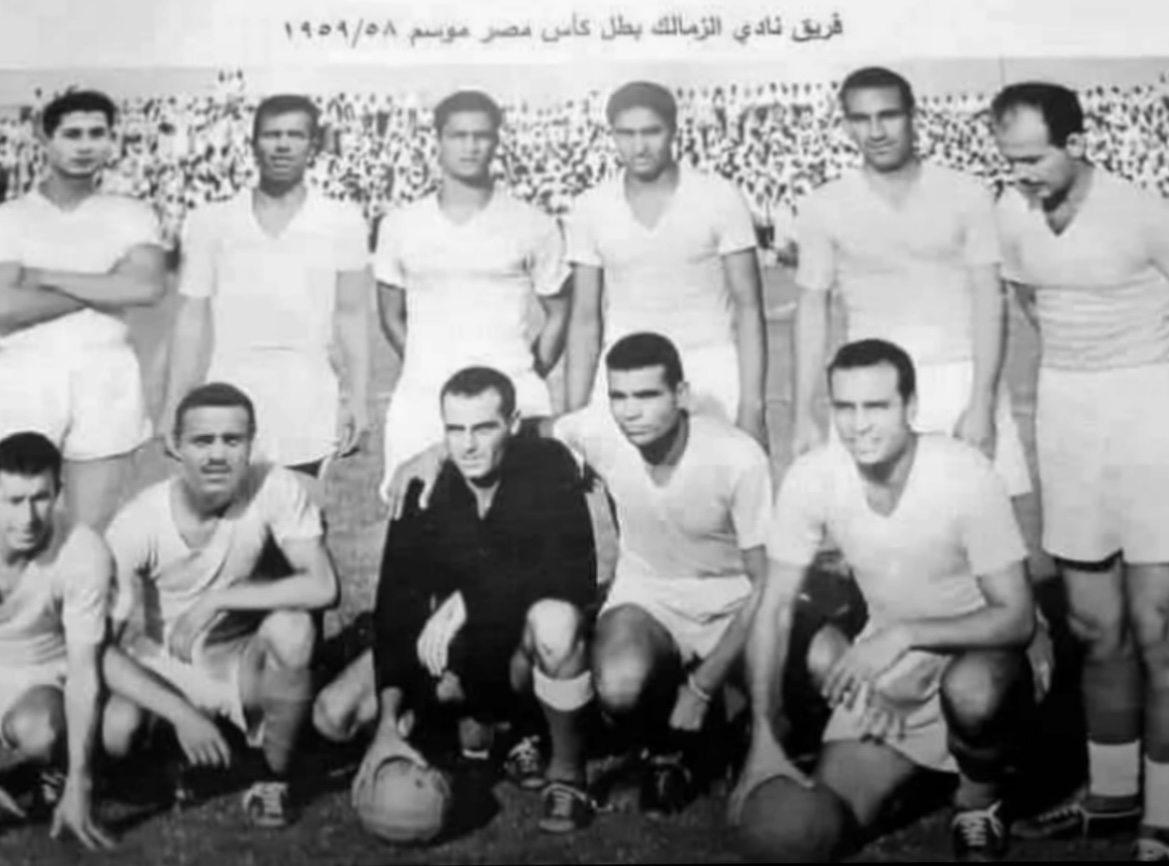
El-Hamouly (première rangée, premier à partir de la droite) avec Zamalek en 1959

Avec l'équipe d'Égypte, il figure notamment dans le groupe des sélectionnés lors des CAN de 1957 et de 1959. L'Égypte remporte ces deux compétitions.
Il participe également aux JO de 1952 et de 1960. Il joue un total de quatre matchs lors des Jeux olympiques.
Il joue enfin un match face à l'Italie comptant pour les tours préliminaires de la coupe du monde 1954.

## Palmarès
| Zamalek - Championnat d'Égypte (1) : - Champion : 1959-60. - Meilleur buteur : 1956-57 (16 buts). - Coupe d'Égypte (5) : - Vainqueur : 1951-52, 1956-57, 1957-58, 1958-59 et 1959-60. |  | Égypte - Coupe d'Afrique des nations (2) : - Vainqueur : 1957 et 1959. |